# 伯庫納斯

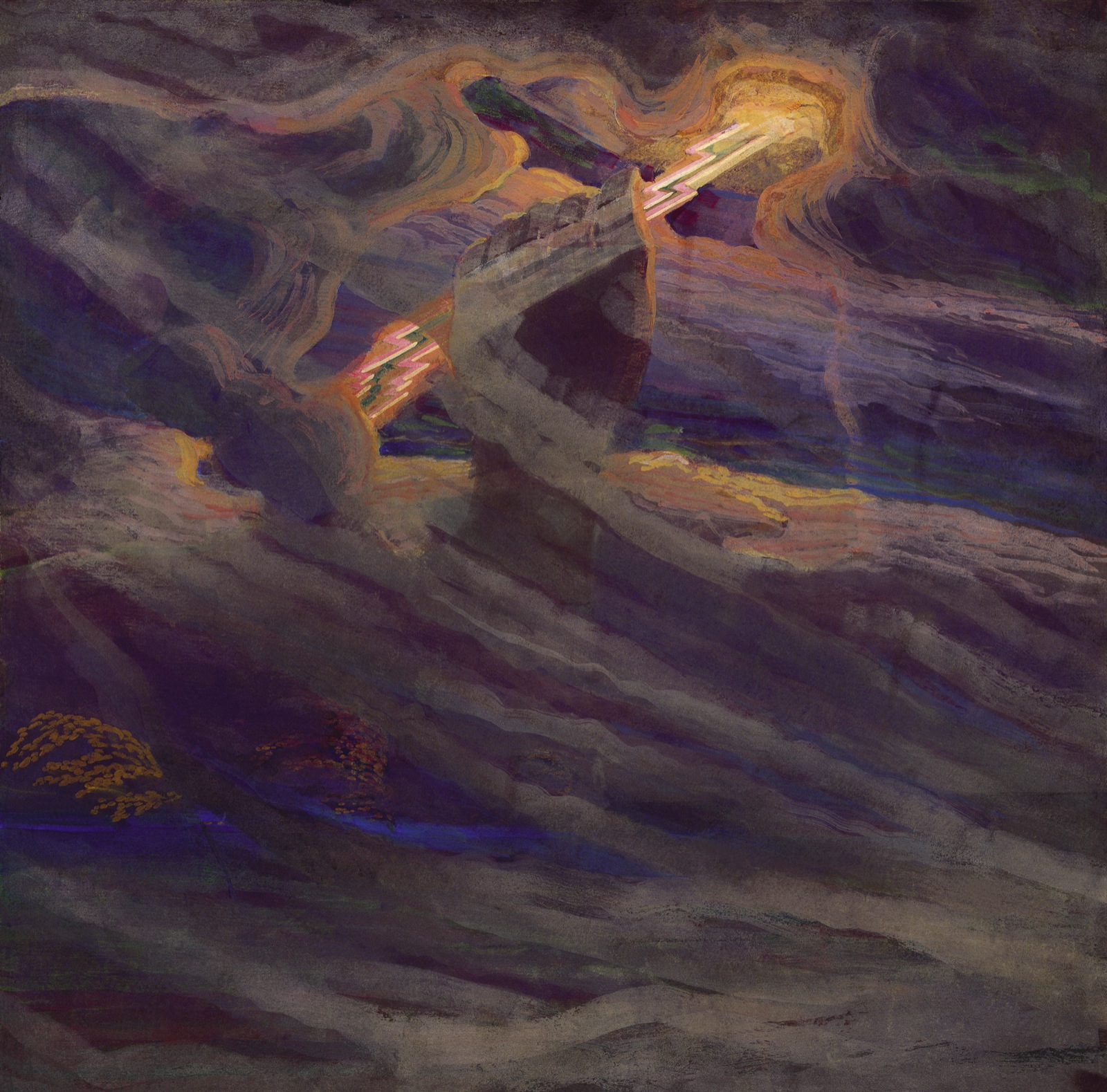
伯庫納斯的手

伯庫納斯是立陶宛神話的雷神、雷雨神。也有鍛冶神的性格。以斧為武器，騎乘山羊拉的二輪車。相當於斯拉夫神話的霹隆。

## 脚注
1. ↑  Caspi, Mishael. . Edwin Mellen Press. 2009: 164. ISBN 9780773447264.